# Senyoria de Châtillon-sur-Marne
La senyoria de Châtillon fou una jurisdicció feudal centrada a Châtillon-sur-Marne. la família senyorial té origen al segle ix i va subsistir fins al 1762 quan es va fondre amb la família Wolbock. Agafava el seu nom de la capital la vila de Châtilon, la moderna Châtillon-sur-Marne i va formar branques governants als comtats de Saint-Pol, Blois, Penthièvre, Chartres i altres.
La senyoria fou elevada a comtat de Châtillon; els comtes van unir al seu títol el de príncep de Porcien. No s'ha de confondre amb el ducat de Châtillon erigit el 1643, format per la senyoria de Châtillon-sur-Loing i conegut com a ducat de Coligny.
Membres destacats de la família són: 
- Eudes de Châtillon, que fou papa amb el nom d'Urbà II
- Reinald de Chatillon, participà en la Segona Croada i va administrar el principat d'Antioquia; fou fet presoner pels musulmans
- Gaucher III de Châtillon (1219), senescal de Borgonya, va acompanyar a Felip August a Terra Santa i es va distingir al setge d'Acre; també es va destacar a la batalla de Bouvines
- Gaucher V de Châtillon (1249- 1329) besnet de l'anterior, conestable de França sota Felip el Bell i ministre de Lluís X de França; pare entre d'altres de Joan II de Châtillon, Gran Mestre de França
- Carles de Blois o Carles de Châtillon (1319-† 1364), de la branca dels comtes de Blois i Xampanya

Sense cap relació hi ha els Châtillon de Châtillon-sur-Loing, en la que destaquen els tres germans Coligny: Gaspar de Châtillon, Francesc d'Andelot i Odet de Coligny, cardenal de Châtillon. Vegeu: Coligny